# آنجیامانگیرانا I
آنجیامانگیرانا I (به لاتین: Anjiamangirana I) یک منطقهٔ مسکونی در ماداگاسکار است که در آنتسوهیهو واقع شده‌است. آنجیامانگیرانا I ۱۲٬۰۰۰ نفر جمعیت دارد و ۶۸ متر بالاتر از سطح دریا واقع شده‌است.